# Komitat Zemplén
Zemplén (łac. Zemplinum lub comitatus Zempliniensis, niem. Semplin, Komitat Semplin lub Sempliner Gespanschaft, słow. Zemplín) – dawny komitat w północno-wschodniej części Królestwa Węgier (dzisiejsza wschodnia Słowacja i północno-wschodnie Węgry), obejmujący większość terenu historycznego regionu Zemplin. Stolicą władz komitatu był do roku 1748 zamek Zemplín.
Węgierska ekspansja na teren dzisiejszego Zempléna następowała od południa, z doliny Cisy. Południowa i środkowa część wyodrębniła się w osobny komitat w 1018 roku, za panowania Stefana I. Północna granica komitatu z początkowej linii Latoricy przesuwała się na północ w miarę węgierskiej kolonizacji tych terenów, aż pod koniec XII wieku ustaliła się na najwyższym grzbiecie Karpat. Początkowo, w XIII i XIV wieku, komitat nosił nazwę „Potok” – od siedziby władz w Sárospatak (słow. Blatný Potok). Następną siedzibą żupana stał się zamek zempliński, a w późnym średniowieczu miasteczko Ziemno nad Bodrogiem. Pod koniec XIV wieku z komitatem zemplińskim połączył się istniejący do tej pory na południe od niego komitat Szerencs, który jeszcze do XVI wieku zachował pewną odrębność jako Dolny Zemplin. W XIII wieku w komitacie ukształtował się samorząd szlachecki. Władza i godność żupana spoczywała w rękach rodów Drugethów (w XVI i XVII wieku – niemal wyłącznie), Palóczych, Perényich i Rozgonyich.
Po upadku Węgier w XVI wieku Zemplin nie został zajęty przez Turków, znalazł się na wschodnich rubieżach ziem podległych Habsburgom. W latach 1538–1541, 1622–1629 i 1645–1648 Zemplén był włączony do Księstwa Siedmiogrodu. W XVI i XVII wieku ziemie Zempléna były polem walk powstań węgierskich przeciwko Habsburgom. W 1748 roku siedzibą władz komitatu stało się miasto Sátoraljaújhely. W 1910 roku komitat dzielił się na dziesięć powiatów i jedno miasto wydzielone Sátoraljaújhely.
Po powstaniu Czechosłowacji w 1918 roku północna część komitatu została do niej przyłączona i wkrótce utraciła samodzielność administracyjną, natomiast część południowa, pozostała w granicach Węgier, została połączona z węgierską częścią komitatu Abaúj-Torna i z komitatem Borsod w komitat Borsod-Abaúj-Zemplén. Komitat Zemplén był ponownie wyodrębniony w latach 1938–1945, po aneksji przez Węgry pasa ziem na południu i wschodzie Słowacji.
Na Słowacji potocznie używa się nazwy Zemplín na określenie tradycyjnego regionu obejmującego słowackie części dawnych komitatów Zemplén i Ung.
| Powiaty (járás)                             | Powiaty (járás) |
| Powiat                                      | siedziba władz  |
| ------------------------------------------- | --------------- |
| Bodrogköz                                   | Királyhelmec    |
| Gálszécs                                    | Gálszécs        |
| Homonna                                     | Homonna         |
| Mezőlaborc                                  | Mezőlaborc      |
| Nagymihály                                  | Nagymihály      |
| Sárospatak                                  | Sárospatak      |
| Sátoraljaújhely                             | Sátoraljaújhely |
| Szerencs                                    | Szerencs        |
| Szinna                                      | Szinna          |
| Sztropkó                                    | Sztropkó        |
| Tokaj                                       | Tokaj           |
| Varannó                                     | Varannó         |
| Miasta komitackie (rendezett tanácsú város) |                 |
| Sátoraljaújhely                             |                 |